# Schönauer Hüttenwerk

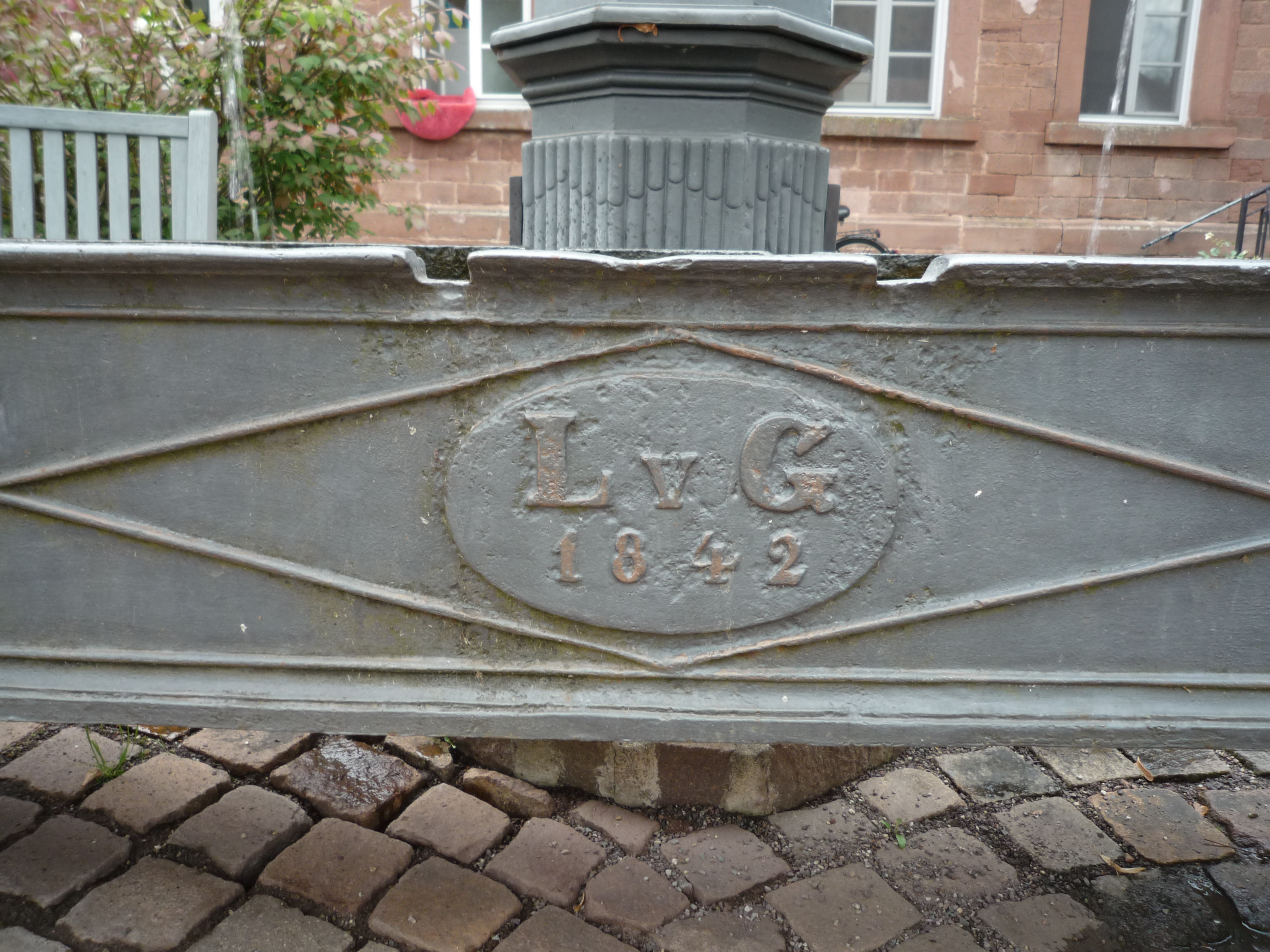
Gienanth-Brunnen vor dem Herrenhaus in Schönau

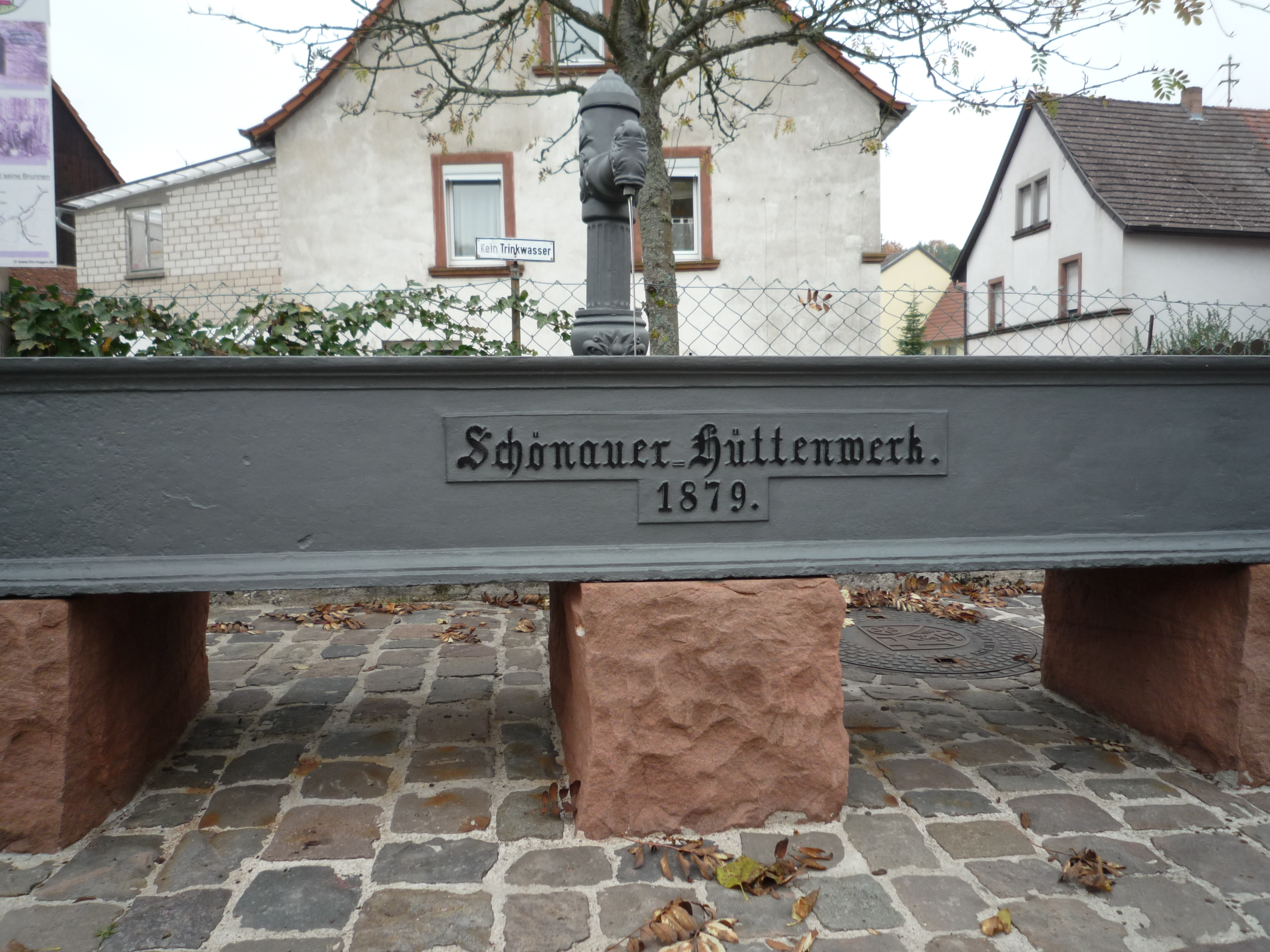
Brunnen aus dem Schönauer Hüttenwerk in Rumbach

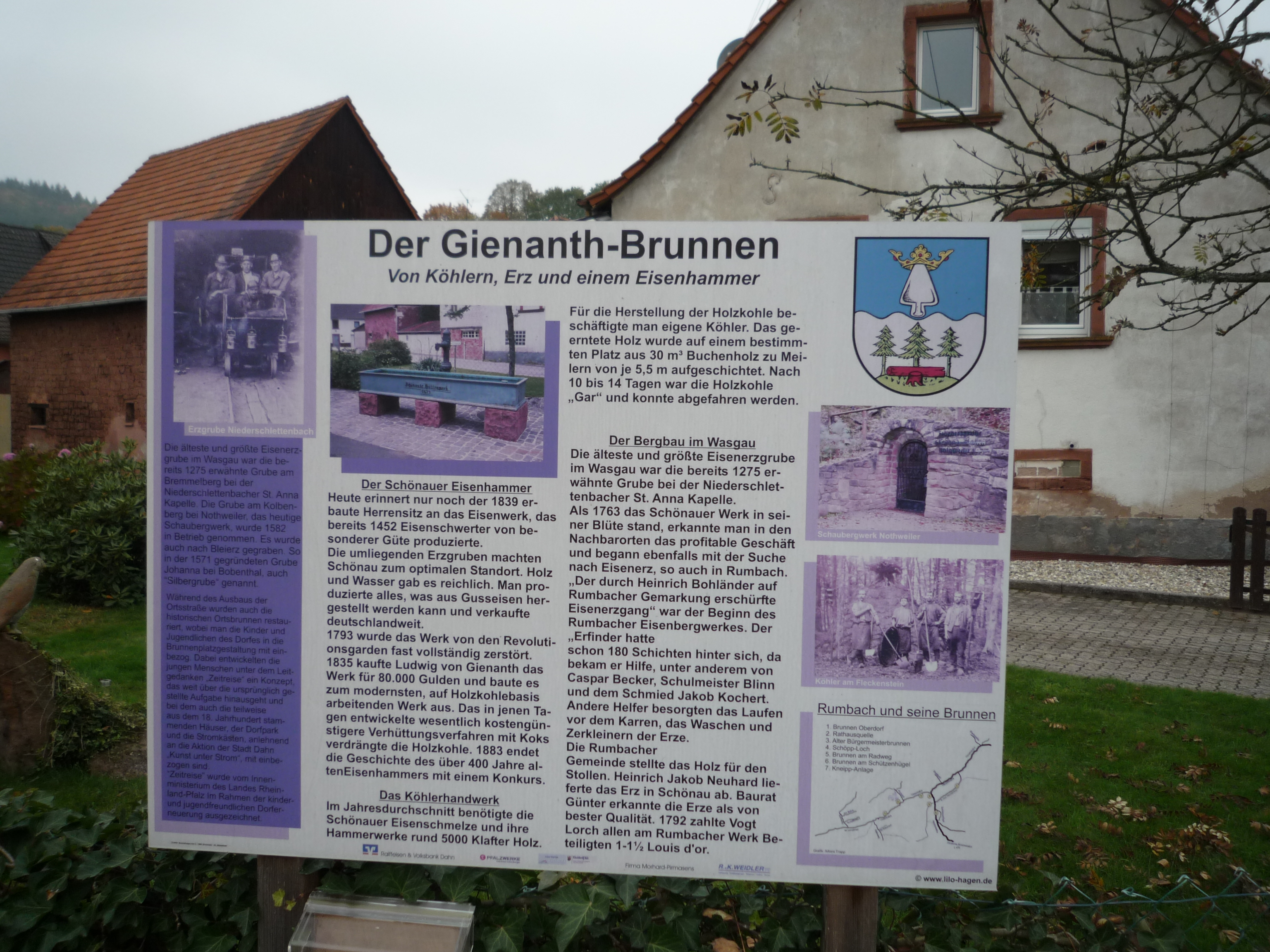
Informationstafel am Brunnen in Rumbach

Das Schönauer Hüttenwerk ist ein untergegangener Betrieb der pfälzischen Eisenindustrie in Schönau (Pfalz) nahe der französischen Grenze.

## Geschichte
Das erste Eisenwerk in Schönau wurde 1579 errichtet und bildete den Ursprung des Dorfes. Infolge des Dreißigjährigen Krieges ging die Eisenschmelze zusammen mit der Ortschaft unter. Im Frühjahr 1793 wurde das Eisenwerk durch französische Truppen zerstört, 1797 vom französischen Staat für 20 Jahre verpachtet und 1798 wieder aufgebaut. 1835 erwarb Ludwig von Gienanth das Hüttenwerk, das 1883 in Konkurs ging.

## Nutzung der geographischen Gegebenheiten
Das Eisenerz stammte aus der Umgebung des Ortes wie z. B. vom St.-Anna-Stollen in Nothweiler.
Die für die Verhüttung notwendige Energie gewann man aus Holzkohle, die in der waldreichen Gegend durch Köhler produziert wurde. Die am Eisenwerk beschäftigten Holzhauer und Köhler wohnten in Gebüg als externem Siedlungsort. Als an anderen Standorten (z. B. im Saarrevier) die billigere Steinkohle für die Eisenverhüttung eingesetzt wurde, begann der Niedergang des Hüttenwerkes.
Das Wasser des Saarbaches wurde an verschiedenen Stellen zum Betreiben von Hammerwerken genutzt.